# Confiteor

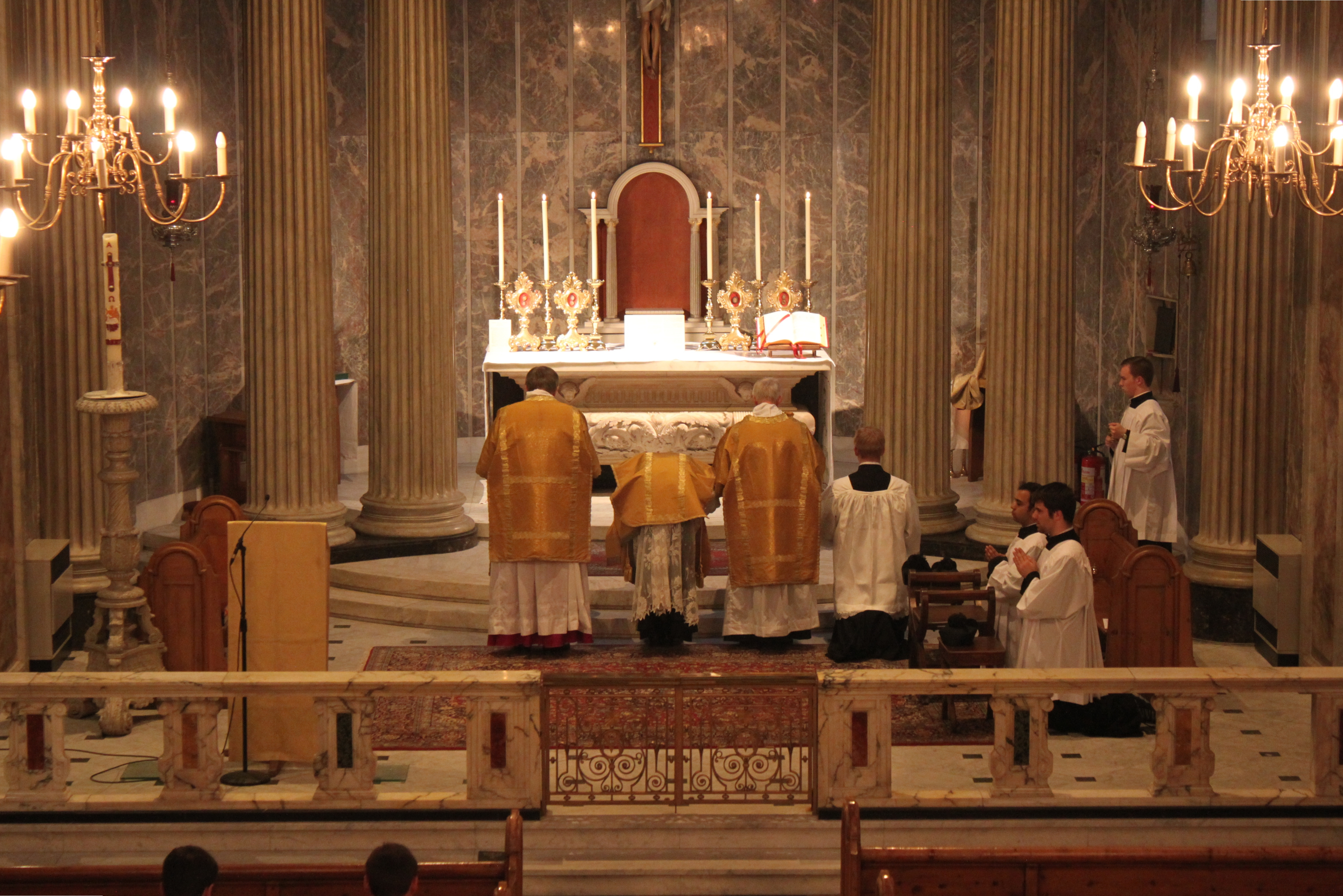
Kněz, modlící se Confiteor (při mši podle misálu z roku 1962 (Tridentská Mše)

Confiteor (česky Vyznávám se) je název modlitby, která se užívá během mše svaté v římském ritu. Během bohoslužby se confiteor modlí také v některých luterských církvích. Modlitbu začíná kněz, ke kterému se připojují věřící. Modlitba vyjadřuje lítost nad hříchy a prosbu za jejich odpuštění.

## Římskokatolická církev
V současné době existují dle mešního řádu dvě verze modlitby. Starší verze (delší) je užívána při tradiční mši (forma extraordinaria), která bývá sloužena v latině, novější, výrazně zkrácená verze je součástí mešního řádu mše Pavla VI. (forma ordinaria).
| Latinský text (delší verze) | Český překlad |
| --- | --- |
| Confiteor Deo omnipotenti, beatæ Mariæ semper Virgini, beato Michaeli Archangelo, beato Ioanni Baptistæ, sanctis Apostolis Petro et Paulo, omnibus Sanctis, et vobis, fratres: quia peccavi nimis cogitatione, verbo et opere: mea culpa, mea culpa, mea maxima culpa. Ideo precor beatam Mariam semper Virginem, beatum Michaelem Archangelum, beatum Ioannem Baptistam, sanctos Apostolos Petrum et Paulum, omnes Sanctos, et vos, fratres, orare pro me ad Dominum Deum nostrum. Amen. | Vyznávám se všemohoucímu Bohu, blahoslavené Marii, vždy Panně, svatému Michalu Archandělu, svatému Janu Křtiteli, svatým apoštolům Petru a Pavlu, všem Svatým a vám, bratři, že jsem zhřešil převelice myšlením, slovy a skutky: má vina, má vina, má veliká vina. Proto prosím blahoslavenou Pannu Marii, svatého Michala Archanděla, svatého Jana Křtitele, svaté apoštoly Petra a Pavla, všechny Svaté a vás, bratři, orodujte za mně u Pána, našeho Boha. Amen. |
| Misereatur vestri omnipotens Deus, et dimissis peccatis vestris, perducat vos ad vitam æternam. Amen. Indulgentiam, absolutionem et remissionem peccatorum nostrorum tribuat nobis omnipotens et misericors Dominus. Amen. | Smiluj se nad vámi všemohoucí Bůh, odpustě hříchy vaše, uvediv vás do života věčného. Amen. Prominutí, rozhřešení a odpuštění hříchů našich nechť udělí nám všemohoucí a milosrdný Hospodin. Amen. |

| Latinský text (kratší verze) | Český překlad |
| --- | --- |
| Confiteor Deo omnipotenti et vobis, fratres, quia peccavi nimis cogitatione, verbo, opere et omissione: mea culpa, mea maxima culpa. Ideo precor beatam Mariam semper Virginem, omnes angelos et sanctos et vos fratres orare pro me ad Dominum Deum nostrum. | Vyznávám se všemohoucímu Bohu a vám všem, že často hřeším myšlením, slovy i skutky a nekonám, co mám konat. Je to má vina, má veliká vina. Proto prosím blahoslavenou matku Boží Pannu Marii, všechny anděly a svaté, i vás, bratři a sestry, abyste se za mě u Boha přimlouvali. |
| Misereatur nostri omnipotens Deus et, dimissis peccatis nostris, custodiat nos ad vitam æternam. Amen. | Smiluj se nad námi, všemohoucí Bože, odpusť nám naše hříchy a doveď nás do věčného života. Amen. |